# Vissai Ninh Binh FC

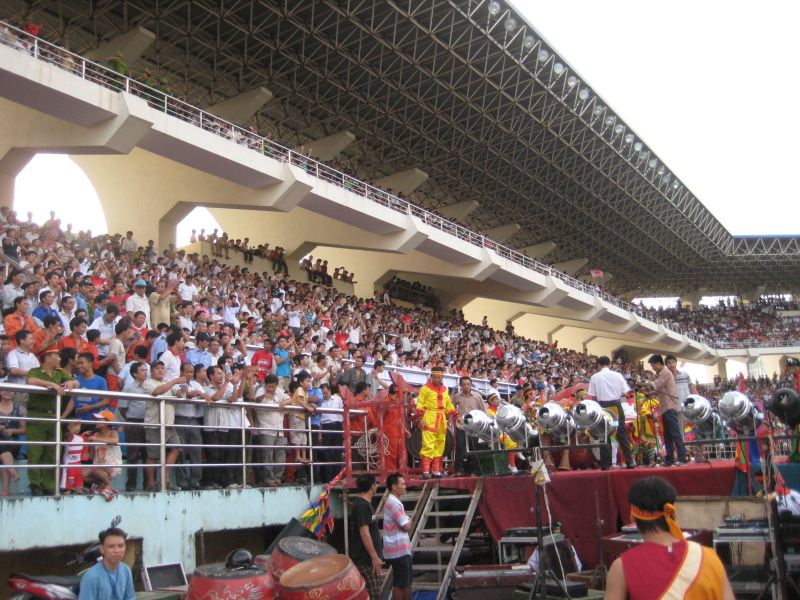
El Ninh Bình Stadium en 2009.

El Vissai Ninh Binh FC (en vietnamita: Câu lạc bộ bóng đá Xi măng The Vissai Ninh Bình) es un equipo de fútbol de Vietnam que milita en la V-League, la liga de fútbol más importante del país.

## Historia
Fue fundado en el año 2007 en la ciudad de Ninh Binh y nunca ha sido campeón de la máxima categoría en Vietnam, aunque han ganado tres títulos en su historia, el más importante hasta el momento ha sido la Copa de Vietnam del 2013.
A nivel internacional han clasificado para su primer torneo continental, la Copa de la AFC 2014.

## Palmarés
- Primera División de Vietnam: 1

2009
- Copa de Vietnam: 1

2013
- Supercopa de Vietnam: 1

2013

## Participación en competiciones de la AFC
| Temporada | Torneo  | Ronda          | Club               | Casa | Visita | Global   |
| --------- | ------- | -------------- | ------------------ | ---- | ------ | -------- |
| 2014      | AFC Cup | Fase de grupos | South China        | 1–1  | 3–1    | 1° Lugar |
| 2014      | AFC Cup | Fase de grupos | Yangon United      | 3–2  | 4–1    | 1° Lugar |
| 2014      | AFC Cup | Fase de grupos | Kelantan           | 4–0  | 3–2    | 1° Lugar |
| 2014      | AFC Cup | Segunda Ronda  | Churchill Brothers | 4–2  |        |          |
| 2014      | AFC Cup | 1/4            | Kitchee            | 2–4  | 1–0    | 3–4      |